# LaShawn Merritt
Pour les articles homonymes, voir Merritt.
LaShawn Merritt, né le 27 juin 1986 à Portsmouth en Virginie , est un athlète américain spécialiste du 200 m et du 400 m, triple champion olympique et octuple champion du monde. 
Fin 2009, LaShawn Merritt est suspendu près de deux ans pour dopage.

## Biographie

### Débuts
Étudiant à l'université de l'Est de la Caroline, en Caroline du Nord, il n'est pas autorisé à participer aux Championnats NCAA en raison de son accord de sponsoring signé avec la firme américaine Nike. 
En 2004, LaShawn Merritt est sélectionné dans l'équipe américaine lors des Championnats du monde juniors, après s'être illustré sur le plan national en remportant les titres juniors du 200 m et du 400 m. À Grosseto, il s'adjuge le titre mondial du 400 m en 45 s 25, signant à cette occasion un nouveau record personnel et la meilleure performance mondiale junior de l'année. Il s'impose par la suite dans les deux épreuves de relais en établissant à chaque fois un nouveau record du monde junior : 38 s 66 sur 4 × 100 m et 3 min 01 s 09 au titre du relais 4 × 400 m.
Il confirme son potentiel dès l'année suivante en établissant le temps de 44 s 66 en début de saison à Kingston, puis en se classant quatrième des Championnats des États-Unis en plein air de Carson en Californie, dans le temps de 44 s 73, derrière Jeremy Wariner, Darold Williamson et Andrew Rock. Sélectionné dans le relais 4 × 400 m américain lors des Championnats du monde d'Helsinki, Merritt participe au premier tour et permet à son équipe de remporter sa série en 3 min 00 s 48. Non retenu en finale, il reçoit néanmoins la médaille d'or au même titre que ses coéquipiers dont notamment Jeremy Wariner.
En début de saison 2006, à Moscou, LaShawn Merritt remporte le titre du relais 4 × 400 m à l'occasion des Championnats du monde d'athlétisme en salle en compagnie de Tyree Washington, Milton Campbell et Wallace Spearmon. L'équipe américaine s'impose en 3 min 03 s 24, devant la Pologne et la Russie. Le 8 août, il établit la deuxième performance de tous les temps sur 300 m en 31 s 31, juste derrière le record du monde de son compatriote Michael Johnson. Ce temps constitue d'ailleurs la meilleure marque au niveau de la mer.
Quelques mois plus tard, lors de la finale mondiale à Stuttgart, il prend la troisième place en 44 s 14 d'une course remportée par Jeremy Wariner (44 s 02) devant Gary Kikaya (44 s 10). Sa carrière prend alors un nouvel essor.
En 2007, lors des Championnats des États-Unis, il est battu pour un centième par Angelo Taylor et établit un nouveau record personnel en 44 s 06.
Quelques semaines plus tard, aux Championnats du monde d'Osaka, il obtient la médaille d'argent sur 400 m en terminant deuxième de la finale remportée par Jeremy Wariner. Il devient alors le neuvième quarter-miler à courir en moins de 44 secondes sur cette distance (43 s 96). Il remporte également la médaille d'or du 4 × 400 m avec le relais américain.

### Titres olympiques et mondiaux

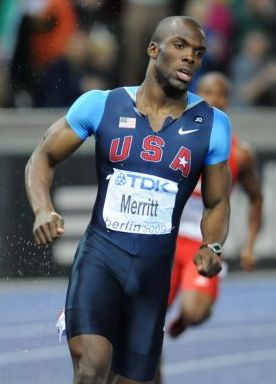
LaShawn Merritt lors des Mondiaux de Berlin en 2009

Sa saison 2008 s'ouvre sous les meilleurs auspices quand il établit, le 31 mai, à Baie-Mahault, la MPMA en 44 s 34. Le 1er juin lors du meeting de Berlin, il bat Jeremy Wariner, pourtant invaincu, hors blessure et abandon, depuis le London Grand Prix en 2005. Il se montre alors un sérieux rival pour son compatriote à quelques semaines seulement des Sélections olympiques.
Le 21 août 2008 dans le Nid d'oiseau de Pékin, LaShawn Merritt remporte la finale du 400 m olympique en 43 s 75, avec une avance de 99 centièmes de seconde sur Jeremy Wariner, deuxième.
Le 23 août 2008, Merritt remporte une nouvelle médaille d'or olympique avec le relais américain de 4 × 400 m qu'il lance, suivi d'Angelo Taylor, de David Neville et conclu par Jeremy Wariner. Ils établissent à cette occasion la meilleure marque olympique (OR) dans un temps de 2 min 55 s 39. En séries, LaShawn Merrit et Jeremy Wariner étant préservés, Kerron Clement et Reggie Witherspoon participent à la qualification pour la finale.
Le 27 juin 2009, LaShawn Merritt remporte le 400 m des Championnats des États-Unis de Eugene avec le temps de 44 s 50, obtenant ainsi sa qualification pour les Mondiaux de Berlin. Tenant du titre mondial, donc assuré de participer aux Championnats du monde sur invitation de l'IAAF, son rival Jeremy Wariner ne participe pas à la course. Le 21 août 2009, l'Américain remporte la finale du 400 m des Championnats du monde de Berlin, établissant avec le temps de 44 s 06, la meilleure performance de l'année. Il devance de plus d'une demi-seconde Jeremy Wariner et de plus d'une seconde le Trinidadien Renny Quow.

### Suspension pour dopage
Le 22 avril 2010, LaShawn Merritt est suspendu à titre provisoire après avoir été contrôlé positif à la DHEA, un stéroïde anabolisant, à trois reprises entre octobre 2009 et janvier 2010. Il explique via son avocat avoir utilisé ce produit dans le but d'agrandir la taille de son pénis. Sa suspension, qui prend effet à partir du 28 octobre 2009, est ramenée à 21 mois en octobre 2010 — au lieu des 24 mois infligés ordinairement pour ce type de dopage —  en raison notamment de sa collaboration avec l'USADA, l'Agence antidopage américaine,.
LaShawn Merritt fait son retour à la compétition le 29 juillet 2011 à l'occasion du meeting DN Galan de Stockholm après avoir purgé ses 21 mois de suspension. Il se classe deuxième du 400 mètres en 44 s 74, derrière le Jamaïcain Jermaine Gonzales (44 s 69).

### Retour aux championnats du monde 2011
Le 30 août 2011 lors des Championnats du monde d'athlétisme à Daegu, LaShawn Merritt est médaillé d'argent du 400m. Il termine deuxième en 44 s 63 derrière le Grenadien Kirani James (44 s 60), encore junior (âgé de moins de 20 ans).
Pourtant, LaShawn Merritt réalise dans les séries un temps de 44 s 35, qui constitue la meilleure performance mondiale de l'année 2011.
Le 3 septembre 2011, il remporte une nouvelle médaille d'or avec le relais américain du 4 × 400 m, dans un temps de 2 min 59 s 31. En finale, il conclut un relais lancé par Greg Nixon, suivi de Bershawn Jackson, puis d'Angelo Taylor en position d'avant dernier relayeur. En mai 2012 à Baie-Mahault, il réalise la MPMA sur 400 m avec 44 s 73.
En 2012, il remporte brillamment les deux premiers tours de piste comptant pour la ligue de diamant 2012, le 11 mai lors du Qatar Athletic Super Grand Prix de Doha et le 2 juin, à l'occasion du meeting Prefontaine Classic à Eugene, en respectivement 44 s 19 (MPMA et record du meeting), devant le jeune athlète dominicain Luguelín Santos (44 s 88) et en 44 s 91 devant le vétéran bahaméen Chris Brown (45 s 24),. Fin juin, lors des sélections olympiques américaines de Eugene, il obtient sa qualification pour les Jeux de Londres en terminant premier de l'épreuve du 400 m en 44 s 12, devant Tony McQuay (44 s 49) et Bryshon Nellum (44 s 80). Cependant, il déclarera forfait pour ces JO.
Vainqueur de son quatrième titre de champion des États-Unis en juin 2013, en 44 s 21, devant Tony McQuay et Arman Hall, il participe aux championnats du monde, à Moscou, et remporte son deuxième titre planétaire sur 400 m en 43 s 73, meilleure performance mondiale de l'année 2013, en devançant Tony McQuay et Luguelín Santos. Quelques jours plus tard, il décroche pour la quatrième fois consécutive le titre de champion du monde du relais 4 × 400 m, en compagnie de David Verburg, Tony McQuay et Arman Hall, dans le temps de 2 min 58 s 71, devant la Jamaïque et la Russie.
En 2014, LaShawn Merritt remporte sa deuxième Ligue de diamant consécutive en remportant cinq des sept épreuves du circuit. Il s'impose notamment lors de la finale à Zurich en 44 s 36, devant son compatriote Gil Roberts et le Botswanais Isaac Makwala.
Le 16 avril 2016, lors du Chris Brown Invitational à Nassau, Merritt porte son record personnel du 200 m à 19 s 78 et établit la meilleure performance mondiale de l'année. Il remporte le 6 mai la Doha Diamond League 2016 en 44 s 41. Il est battu par Wayde van Niekerk sur 300 m à Kingston en 31 s 23, record personnel, contre 31 s 03 pour le Sud-Africain.
Lors des Jeux olympiques de Rio, Merritt obtient la médaille de bronze du 400 m en 43 s 85, derrière Wayde van Niekerk (43 s 03, record du monde) et Kirani James (43 s 75). Sur 200 m, il atteint également la finale olympique où il prend une honorable 6e place en 20 s 19, tout proche de la médaille de bronze du Français Christophe Lemaitre (20 s 12). Enfin, il décroche le titre olympique avec le relais 4 x 400 m américain, ce qui lui permet de décrocher un troisième titre après son doublé 400 / 4 x 400 lors des Jeux de 2008.
Le 17 mai 2017 à Baie-Mahault, il s'impose sur 400 m en 44 s 99 avant de prendre trois jours plus tard à Kingston la seconde place du 200 m en 20 s 28, battu par Andre de Grasse.
Le 6 août 2017, il est éliminé en demi-finale du 400 m des championnats du monde de Londres (45 s 52), épreuve dont il était médaillé depuis 10 ans (depuis Osaka 2007).

## Palmarès

### International
| Date | Compétition                     | Lieu             | Résultat | Épreuve   | Temps         |
| ---- | ------------------------------- | ---------------- | -------- | --------- | ------------- |
| 2004 | Championnats du monde juniors   | Grosseto         | 1er      | 400 m     | 45 s 25       |
| 2004 | Championnats du monde juniors   | Grosseto         | 1er      | 4 × 100 m | 38 s 66       |
| 2004 | Championnats du monde juniors   | Grosseto         | 1er      | 4 × 400 m | 3 min 01 s 09 |
| 2005 | Championnats du monde           | Helsinki         | 1er      | 4 × 400 m | séries        |
| 2006 | Championnats du monde en salle  | Moscou           | 1er      | 4 × 400 m | 3 min 03 s 24 |
| 2006 | Finale mondiale                 | Stuttgart        | 3e       | 400 m     | 44 s 14       |
| 2006 | Coupe du monde des nations      | Athènes          | 1er      | 400 m     | 44 s 54       |
| 2006 | Coupe du monde des nations      | Athènes          | 1er      | 4 × 400 m | 3 min 00 s 11 |
| 2007 | Championnats du monde           | Osaka            | 2e       | 400 m     | 43 s 96       |
| 2007 | Championnats du monde           | Osaka            | 1er      | 4 × 400 m | 2 min 55 s 56 |
| 2007 | Finale mondiale de l'athlétisme | Stuttgart        | 1er      | 400 m     | 44 s 58       |
| 2008 | Jeux olympiques                 | Pékin            | 1er      | 400 m     | 43 s 75       |
| 2008 | Jeux olympiques                 | Pékin            | 1er      | 4 × 400 m | 2 min 55 s 39 |
| 2009 | Championnats du monde           | Berlin           | 1er      | 400 m     | 44 s 06       |
| 2009 | Championnats du monde           | Berlin           | 1er      | 4 × 400 m | 2 min 57 s 86 |
| 2009 | Finale mondiale                 | Thessalonique    | 1er      | 400 m     | 44 s 93       |
| 2011 | Championnats du monde           | Daegu            | 2e       | 400 m     | 44 s 63       |
| 2011 | Championnats du monde           | Daegu            | 1er      | 4 × 400 m | 2 min 59 s 31 |
| 2013 | Championnats du monde           | Moscou           | 1er      | 400 m     | 43 s 74       |
| 2013 | Championnats du monde           | Moscou           | 1er      | 4 × 400 m | 2 min 58 s 71 |
| 2013 | Ligue de diamant                | Ligue de diamant | 1er      | 400 m     | détails       |
| 2014 | Relais mondiaux de l'IAAF       | Nassau           | 1er      | 4 × 400 m | 2 min 57 s 25 |
| 2014 | Coupe continentale              | Marrakech        | 1re      | 400 m     | 44 s 60       |
| 2014 | Coupe continentale              | Marrakech        | 3e       | 4 × 400 m | 3 min 02 s 78 |
| 2014 | Ligue de diamant                | Ligue de diamant | 1er      | 400 m     | détails       |
| 2015 | Relais mondiaux de l'IAAF       | Nassau           | 1er      | 4 × 400 m | 2 min 58 s 43 |
| 2015 | Championnats du monde           | Pékin            | 2e       | 400 m     | 43 s 65       |
| 2015 | Championnats du monde           | Pékin            | 1er      | 4 x 400 m | 2 min 57 s 82 |
| 2015 | Ligue de diamant                | Ligue de diamant | 2e       | 400 m     | détails       |
| 2016 | Jeux olympiques                 | Rio de Janeiro   | 6e       | 200 m     | 20 s 19       |
| 2016 | Jeux olympiques                 | Rio de Janeiro   | 3e       | 400 m     | 43 s 85       |
| 2016 | Jeux olympiques                 | Rio de Janeiro   | 1er      | 4 × 400 m | 2 min 57 s 30 |
| 2016 | Ligue de diamant                | Ligue de diamant | 1er      | 400 m     | détails       |
| 2017 | Relais mondiaux de l'IAAF       | Nassau           | 1er      | 4 × 400 m | 3 min 02 s 13 |

### National
- Championnats des États-Unis d'athlétisme :
  - vainqueur du 400 m en 2008, 2009, 2012, 2013 et 2016 ; 2e en 2006, 2007 et 2015

## Records

### Records personnels
| Épreuve   | Épreuve | Performance | Lieu         | Date            |
| --------- | ------- | ----------- | ------------ | --------------- |
| Plein air | 200 m   | 19 s 74     | Eugene       | 8 juillet 2016  |
| Plein air | 300 m   | 31 s 23     | Kingston     | 11 juin 2016    |
| Plein air | 400 m   | 43 s 65     | Pékin        | 26 août 2015    |
| Salle     | 400 m   | 44 s 93     | Fayetteville | 11 février 2005 |

### Meilleures performances de l'année
| Année | Temps   | Date               | Lieu           | Rang |
| ----- | ------- | ------------------ | -------------- | ---- |
| 2003  | 47 s 90 | 31 mai 2003        | Richmond       | -    |
| 2004  | 45 s 25 | 15 juillet 2004    | Grosseto       | 39   |
| 2005  | 44 s 66 | 7 mai 2005         | Kingston       | 9    |
| 2006  | 44 s 14 | 9 septembre 2006   | Stuttgart      | 3    |
| 2007  | 43 s 96 | 31 août 2007       | Osaka          | 2    |
| 2008  | 43 s 75 | 21 août 2008       | Pékin          | 1    |
| 2009  | 44 s 06 | 21 août 2009       | Berlin         | 1    |
| 2010  | —       | —                  | —              |      |
| 2011  | 44 s 35 | 28 août 2011       | Daegu          | 1    |
| 2012  | 44 s 12 | 24 juin 2012       | Eugene         | 2    |
| 2013  | 43 s 74 | 13 août 2013       | Moscou         | 1    |
| 2014  | 43 s 92 | 3 juillet 2014     | Lausanne       | 2    |
| 2015  | 43 s 65 | 26 août 2015       | Pékin          | 2    |
| 2016  | 43 s 85 | 14 août 2016       | Rio de Janeiro | 3    |
| 2017  | 44 s 78 | 5 mai 2017         | Doha           | 19   |
| 2018  | —       | —                  | —              |      |
| 2019  | 45 s 82 | 1er septembre 2019 | Bellinzone     | 113  |
| 2020  | —       | —                  | —              |      |
| 2021  | 45 s 45 | 30 mai 2021        | Clermont       | 67   |